# Селиверстов, Николай Дмитриевич
Николай Дмитриевич Селивёрстов (1830, Симбирская губерния — 7 ноября 1890, Париж) — русский государственный и военный деятель, пензенский губернатор (1867—1872), генерал-лейтенант, тайный советник, почётный опекун.

## Биография
Николай Дмитриевич Селивёрстов, крупный землевладелец и предприниматель, происходил из старинного дворянского рода. В 1847 году Селивёрстов окончил Школу гвардейских подпрапорщиков и кавалерийских юнкеров, после чего был зачислен в лейб-гвардии Гусарский полк. Участвовал в Крымской войне 1853—1856 годов. С 1856 года — чиновник по особым поручениям при шефе жандармов и начальнике 3-го отделения В. А. Долгорукове; с 1861 года — при министре внутренних дел А. Е. Тимашёве.
В 1864 году — начальник штаба войск, расположенных в Симбирской, Саратовской, Самарской и Казанской губерниях. В 1867 году в чине генерал-майора был назначен пензенским губернатором. Николай Дмитриевич оставил заметный след в истории Пензенской губернии, всемерно содействовал созданию земства. При нём в Пензе было открыто несколько образовательных учреждений: в 1867 году — земская фельдшерская школа (ныне Пензенское медицинское училище), в 1870 году — Первая женская гимназия (в которой училась Надежда Ладыгина-Котс), в 1871 году — мужская прогимназия (впоследствии — 2-я мужская гимназия, в которой учились Вячеслав Карпинский, Всеволод Мейерхольд и Иван Мозжухин и др.), начал действовать механический завод Крюгера и другие предприятия, была учреждёна ссудно-сберегательная касса при Казённой Палате и Казначействе.
За свои заслуги перед губернией был удостоен в 1870 году звания почётного гражданина Чембара, Нижнего Ломова, Керенска, Городища, а в 1871 году — Пензы. Кроме того, в Кузнецком и Нижнеломовском уездах ему присвоили звание почётного мирового судьи. В марте 1872 года по состоянию здоровья был освобождён от должности губернатора и зачислен в запасные войска, после чего выехал за границу.
В апреле 1875 года вышел в отставку с военной службы с присвоением чина генерал-лейтенанта, затем был переименован в тайные советники и назначен почётным опекуном Московского присутствия Опекунского совета. В марте 1878 года был переименован в генерал-лейтенанты и назначен товарищем главного начальника 3-го отделения и шефа жандармов Мезенцова. После его убийства, в августе-октябре 1878 года временно исполнял обязанности начальника 3-го отделения и шефа Отдельного корпуса жандармов. В этом же году был награждён орденом Св. Владимира 2-й степени. Был инициатором передачи по подсудности дел о революционных террористах в военно-полевые суды. В конце 1878 года оставил службу в 3-м отделении и был назначен почётным опекуном Опекунского совета в Санкт-Петербурге. Числился по армейской кавалерии, жил за границей, служебного содержания не получал.
7 ноября 1890 года в номере отеля "de Beaute" в Париже застрелен польским социалистом Станиславом Падлевским (род. 1857). Перед этим — по слухам, передаваемым А. Ф. Кони — Селивёрстов «добровольно принял на себя обязанности главы политического сыска по отношению к проживавшим в Париже русским эмигрантам».
Селивёрстов владел имениями в Тульской, Тамбовской и Саратовской губерниях, землёй и лесом в Пензенской губернии; домами в Москве, Пензе и Саратове; конным, мериносовым, чугунно-плавильным, кожевенным, клеевым и другими заводами, суконной фабрикой и механической мастерской в Симбирской губернии.
По завещанию Селивёрстова городу Пензе были оставлены 300 тысяч рублей для открытия рисовальной школы (ныне Пензенское художественное училище имени К. А. Савицкого), а также библиотека и богатая коллекция картин и антиквариата, ставшая основой Пензенской картинной галереи.
Генерал-лейтенант Николай Дмитриевич Селиверстов духовным завещанием, утверждённым к исполнению в VII отд. С.-Петербургского окружного суда 14 декабря 1890 года, между прочим, завещал:

§ 10. В черте Румянцевской фабрики выстроен вчерне храм во имя Рождества Христа Спасителя. Для достройки и освящения сего храма я завещаю пятнадцать тысяч руб. и сверх сего десять тысяч кредитными фондами, дабы с остатком от вышесказанных 15000 руб. образовался неприкосновенный капитал, проценты с коего следует употреблять на ремонт храма и вознаграждение тому причту, который будет священнодействовать.
§ 11. Если я умру за границей, то на расходы по перевозке моих останков и гроба в Россию назначаю 5000 руб. Похоронить меня прошу в ограде Румянцевской фабричной церкви. На поминовение моей души завещаю вклады в три церкви: а) в церковь с. Румянцева, б) села Мортвана Рудне и в) в фабричную церковь. Вклад в каждую церковь завещаю по две тысячи металлическими руб. Фабричная церковь в течение года моей смерти должна быть освящена. Распоряжение по сому делу доверяю Александру Дмитриевичу Протопопову.

## Семья
Николай Дмитриевич был женат на Каваньковой — дочери тайного советника, фрейлине императорского двора. Брак был расторгнут Святейшим синодом с «дозволением мужу вступить в новое супружество».